# Plectrohyla hartwegi
Espèce
Statut de conservation UICN

 CR A3e : 
En danger critique
Plectrohyla hartwegi est une espèce d'amphibiens de la famille des Hylidae.

## Répartition
Cette espèce se rencontre entre 1 000 et 2 400 m d'altitude :
- au Chiapas au Mexique ;
- dans l'ouest du Guatemala.

## Étymologie
Cette espèce est nommée en l'honneur de Norman Edouard Hartweg.

## Publication originale
- Duellman, 1968 : Description of New Hylid Frogs From Mexico and Central America. University of Kansas publications, Museum of Natural History, vol. 17, no 13, p. 559-578 (texte intégral).